# Лансьеры
Лансьеры (конные копейщики) — копейная кавалерия Нового времени. В отличие от прежнего рыцарства их лошади были более дешёвых пород и не имели доспехов (бардов), а копья были, как правило, более лёгкими.
Несмотря на это, лансьеры представляли собой тяжёлую конницу, игравшую роль ударной силы на поле боя, предназначенной для атаки, опрокидывания и прорыва боевых порядков противника. Помимо копий, они имели на вооружении пару пистолетов и саблю, однако в отличие от рейтар и кирасиров пользовались огнестрельным и клинковым оружием лишь как вспомогательным. Защитное вооружение было таким же, как у рейтар.
В Русском государстве конные копейщики Нового строя появились по образцу европейских лансьеров в середине XVII века.
В английском языке словом lancers принято обозначать уланов.